# Mô men (vật lý)

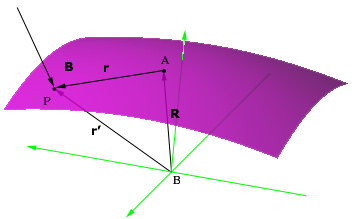
Mô men

Mô men (tiếng Anh là Moment), M, của một vectơ B có gốc tại G tính từ tâm O là tích véc tơ:
M = r × B
ở đó
r là véc tơ khoảng cách nối O tới G.
Đọc tên một cách đầy đủ, người ta có thể nói M là mô men tương ứng với trục đi qua điểm 0, hay đơn giản, "mô men M quanh O".
Mô men trong vật lý học là khái niệm được phát triển để mở rộng nhiều tính chất của chuyển động thẳng sang cho chuyển động quay của vật rắn.

## Định luật trục song song
Mô men phụ thuộc vào tâm quay O. Nếu MA là mô men quanh điểm A, thì mô men quanh điểm B là
{\displaystyle \mathbf {M_{B}} =\mathbf {M_{A}} +\mathbf {R} \times \mathbf {B} \,}
ở đó
R là vectơ từ điểm B tới điểm A.
Cách biểu diễn này còn được gọi là định luật trục song song.
Với trường hợp mô men là tổng của các mô men thành phần, như trong các hệ động lực rắn, ở đó mỗi thành phần của hệ sẽ tạo ra một mô men, sự thay đổi của trục được tính bằng:
{\displaystyle \mathbf {M_{B}} =\mathbf {R} \times \mathbf {B} +\sum _{i=0}{\mathbf {r_{i}} \times \mathbf {b_{i}} }\,}
ở đó
{\displaystyle \mathbf {B} =\sum _{i=0}{\mathbf {b_{i}} }\,}
hay chuyển sang,
{\displaystyle \mathbf {M_{B}} =\mathbf {R} \times \mathbf {B} +\mathbf {M_{A}} \,}

## Các đại lượng liên quan
Một số đại lượng cơ học quan trọng được phát triển cho chuyển động quay từ những ứng dụng của các mô men:
- Mô men quán tính (I = m r2), tương ứng với khối lượng trong chuyển động quay.
- Mô men động lượng (L = I ω), tương ứng với động lượng trong chuyển động quay.
- Mô men lực (τ = F×r), tương ứng với lực trong chuyển động quay.

Trong cơ học lượng tử:
- Spin
- Mô men từ quỹ đạo
- Mô men từ spin